# Encyclia parviloba
Encyclia parviloba là một loài thực vật có hoa trong họ Lan. Loài này được (Fawc. & Rendle) Nir mô tả khoa học đầu tiên năm 1994.